# Karl Rauber

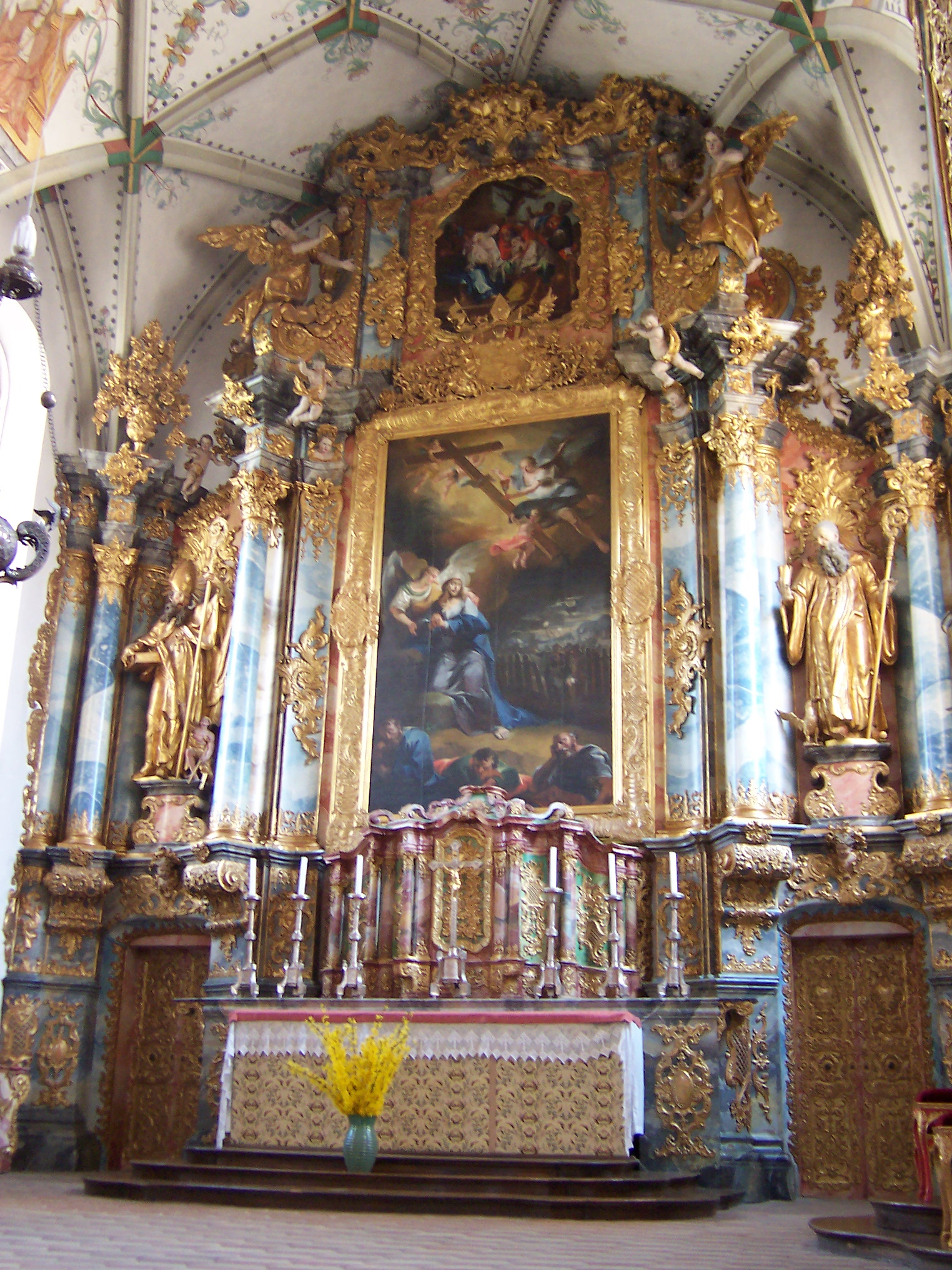
Altarul bisericii mănăstirii din Muri cu pictura Înălţarea la cer a Maicii Domnului de Karl Rauber după Tizian

Karl Rauber (n. 8 august 1866, Konstanz – d. 5 august 1909, Solothurn) a fost un pictor elvețian specializat în peisaje și teme istorice și religioase.
Karl Rauber este fiul dirijorului și profesorului de muzică Theodor Rauber și fratele compozitorului Siegfried Rauber.
În 1870 familia s-a mutat întâi la Muri AG și apoi la Baden, unde Karl și-a petrecut tinerețea. După ce a vizitat expoziția națională de la Zürich, din 1883, a decis că se va face pictor. În acest scop, a urmat întâi Școala de arte aplicate din Karlsruhe, conduse de Hermann Götz, și după doi ani, în aceeași localitate, Academia de Arte Plastice. Aici a fost elev la clasa de pictură a profesorilor Ferdinand Keller, Otto Schurth și, ulterior, a profesorului Caspar Ritter.
În 1890 a intrat la atelierul profesorului Claus Meyer, pentru cursuri de măiestrie. Aici a lucrat la portrete și la picturi pe teme istorice și religioase.
În 1896, cu ocazia expoziției naționale de la Geneva, a expus în salonul elvețian lucrare „Pregătirea pentru sărbătoare”.
În 1894 a candidat la un loc în atelierul profesorului Leopold von Kalckreuth, sub îndrumarea căruia s-a specializat în pictură de exterior și peisaj.
În 1895, în biserica Sf. Sebastian, ridicată de Karl Moser în Wettingen, Karl Rauber a pictat pictura murală „Cina cea de taină”, cu personaje de dimensiuni colosale.
În 1896, s-a mutat la Baden unde și-a stabilit atelierul în fostul local al Armatei Salvării. Aici a lucrat multe portrete, interioare și peisaje. Din cauza unei boli cronice, în 1905 a părăsit atelierul din Baden și s-a mutat la Solothurn.
Karl Rauber a expus în mod regulat la expoziția națională a Elveției, la expozițiile Asociației Artiștilor, și la expozițiile de Crăciun ale secțiunii din Aargau ale GSMBA (Gesellschaft Schweizer Maler, Bildhauer und Architekten - Asociația pictorilor, sculptorilor și arhitecților elvețieni).
Lucrări ale sale se găsesc în muzeul din Castelul Landvogtei din Baden, la „Aargauer Kunsthaus” din Aarau și la „Bündner Kunstmuseum”.

## Expoziții
- 1966, 30.8. Expoziție comemorativă la 100 de ani de la naștere, la Landvogteischloss Baden;
- 1996, 15.10.–24.8., Karl Rauber, Carl Meyer-Diethelm, Johann Friedrich Hasler, Jacob Mayer-Attenhofer, Landvogteischloss Baden.